# Palazzo Castracane
Il palazzo Castracane è sito a Villa Santa Maria (Chieti) presso l'incrocio tra la via Mercato, via Sangrina e via Congrega.
Il palazzo è stato realizzato verso la metà del secolo scorso nel sito in cui la zona era già raggiunta da via Mercato dall'inizio del XVII secolo.

## Descrizione
Il palazzo è in stile romanico rurale abruzzese (in pietra locale).
La costruzione risale all'800.
Il nome del palazzo è dovuto al cognome della famiglia che vi abita.
La famiglia è una delle più agiate del paese, la quale ha sfornato personalità importanti a livello cittadino, e vanta una cappella a proprio nome nella chiesa del paese della Madonna in Basilica con le tombe di Saverio Castracane e Alessandro Castracane.
La struttura dell'edificio risente del dislivello del sito ove è posto il palazzo stesso: una struttura a ponte lo collega ad uno degli edifici di lato con caratteristico sottopasso carrabile con accesso rivolto verso l'inizio di Via della Congrega.
Gli interni ospitarono dapprima visite di tedeschi, poi di inglesi.
L'edificio è suddiviso su tre livelli al primo del quale è posto un portale con arco a tutto sesto e sovrastante stemma con data del 1862. Il portale d'accesso è in legno. Il portale è incorniciato, mediante le pareti del muro circostante, da lesene. Nel secondo livello vi sono delle pseudolesene a vivaci decorazioni. Invece il lato verso la Val di Sangro è suddiviso su cinque livelli su cui livello più basso vi è una caratteristica sequenza di stalle e fondaci. Sulla facciata posteriore vi è un avancorpo. Quest'ultima facciata è chiusa da un recinto che delimita uno spazio verde. Ai lati del portone vi sono due panchine in pietra. Alla sinistra di chi vi entra vi è una finestrella ad oblò. Il piano terra è suddiviso dal livello superiore mediante una cornice marcapiano.
Le pareti delle stanze site all'interno sono tappezzate da stoffe pregiate o dipinte da motivi arcaicizzanti, specialmente la camera da pranzo e il salotto. Nel salotto vi è anche un pianoforte. In alcuni ambienti vi sono anche degli affreschi.
I fondaci hanno degli archi e delle volte, inoltre nella cantina vi è anche una sorgente d'acqua salubre.